# Prosevania interstitialis
Prosevania interstitialis är en stekelart som först beskrevs av Cameron 1905.  Prosevania interstitialis ingår i släktet Prosevania och familjen hungersteklar. Inga underarter finns listade i Catalogue of Life.